# Роберт Фіц Юстас

Герб ФіцЮстасів.

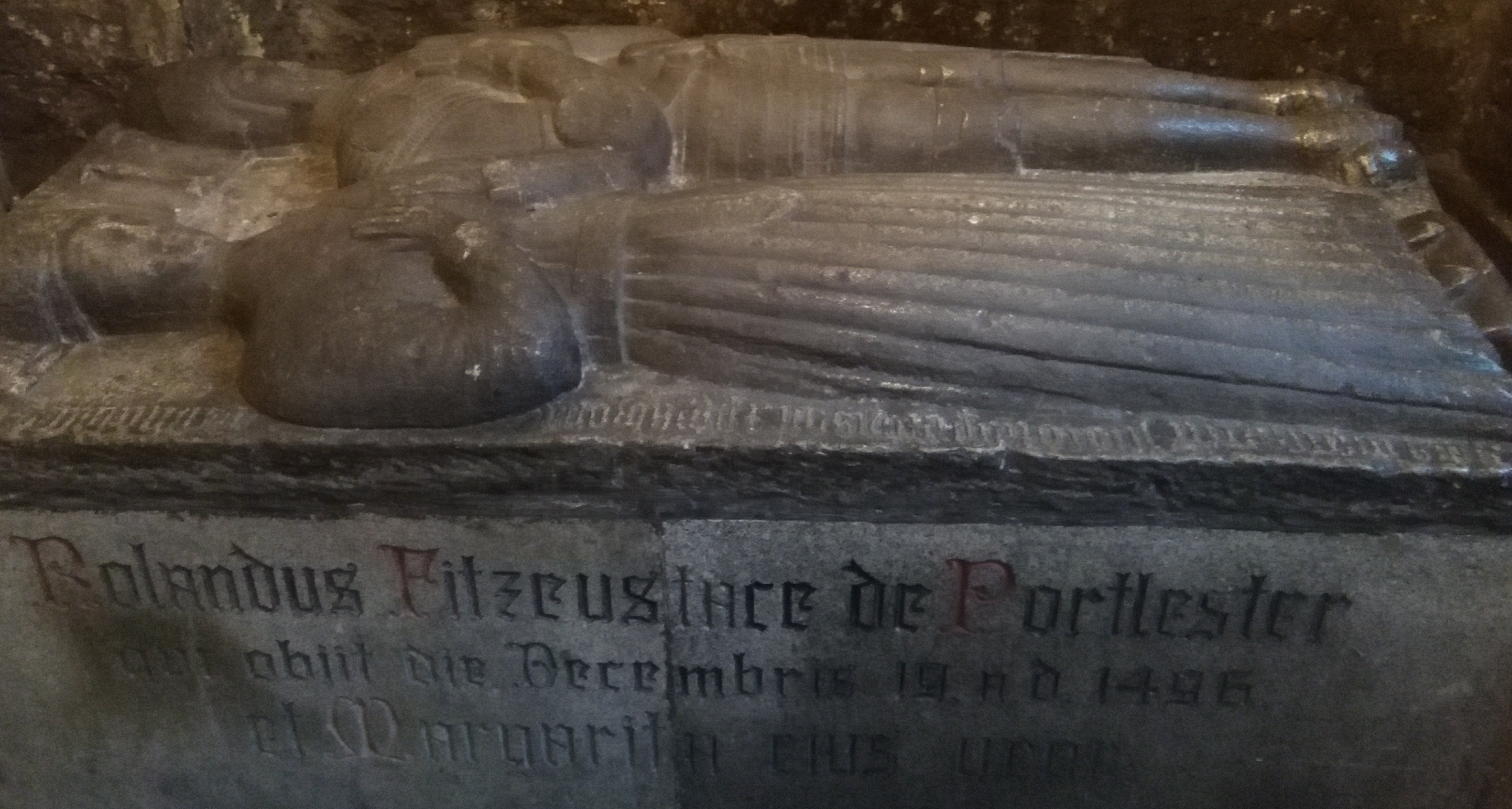
Саркофаг Роуленда ФіцЮстаса.

Сер Роберт ФіцЮстас (англ. — Sir Robert FitzEustace) (бл. 1420—1486) — ірландський землевласник, політик, юрист XV століття. Виконував обов'язки лорд-канцлера Ірландії.

## Життєпис
Роберт ФіцЮстас народився в Коґленстауні, графство Кілдер, Ірландія. Він був сином сера Річарда ФіцЮстаса, що недовго обіймав посаду лорд-канцлера Ірландії та Кетрін Престон, вдови Вільяма Лоулесса та Крістофера Голівуда з Артане, Дублін. Роуленд ФітцЮстас, І барон Портлестер був його двоюрідним братом. Роуленд ФіцЮстас був одним із домінуючих ірландських державних діячів свого часу, а Роберт був відданим прихильником барона Портлестера та його зятя — Джеральда ФіцДжеральда, «Великого графа» Кілдер.
Посада констебля замку Баллімор Юстас була фактично спадковою в родині ФітцЮстасів. Після смерті батька в 1445 році Роберт ФіцЮстас був призначений констеблем, але на деякий час був звільнений з посади через відмову жити в замку. Як і його батько, він був верховним шерифом графства Кілдер в 1456 році, і він був одним із перших членів Братства Святого Георгія, короткочасної військової гільдії, яка займалася обороною англійської колонії в Ірландії, що називалася Пейл. Після своєї смерті в 1486 році він був одним із найбільших землевласників у графстві Кілдер (незважаючи на те, що його ув'язнили за борги в 1450-х роках).
Акт ірландського парламенту 1472 року надав посаду лорд-канцлера Ірландії Роберту ФіцЮстасу та Джону Тептону одночасно. Історик О'Фланаган стверджує, що про них обох нічого кокретного невідомо щодо їхньої діяльності на цій посаді, хоча Джон Тептон описаний в Акті як «клерк». Оскільки Роберт ФітцЮстас з Когланстауна був сином лорда-канцлера, і люди з династії ФіцЮстасів нерідко обіймали державні посади в Ірландії, він цілком міг бути тим Робертом, про якого йдеться. З іншого боку, як припускає Словник національних біографій, ім'я Роберт може бути помилковим і мова йде про його двоюрідного брата Роуленда ФітцЮстаса, що зайняв посаду лорд-канцлера Ірландії через два роки. Він був учасником королівської хартії 1478 року, яка заснувала Дублінську гільдію пекарів (Гільдія Святого Клемента і Святої Анни).
У Роберта ФіцЮстаса було щонайменше семеро дітей: його старший син і спадкоємець сер Моріс ФіцЮстас, Джеймс ФіцЮстас, Річард ФіцЮстас, Олівер ФіцЮстас, Джон ФіцЮстас, Енн ФіцЮстас і Маргарет ФіцЮстас. Маргарет вийшла заміж за Роберта Телбота з Белгарда. Моріс одружився зі своєю двоюрідною сестрою Джоан ФіцЮстас, дочкою лорда Портлестера і вдовою Річарда Планкетта, ІІ барона Дансані. Енн вийшла заміж за Річарда Юстаса, іншого двоюрідного брата гілки ФіцЮстасів Балтінгласс.